# Ute Leukert
Ute Leukert (* 27. Juli 1954 in Eisenach, Thüringen) ist eine deutsche Lyrikerin, Theologin sowie Frauen- und Bürgerrechtlerin. Sie gehörte in den 1980er Jahren unter ihrem damaligen Ehenamen Ute Kämpf dem organisierten Widerstand in der DDR an und war Mitbegründerin der Leipziger Gruppe Frauen für den Frieden.

## Leben

### Privater und beruflicher Werdegang
Ute Leukert wurde als Tochter von Horst und Renate Arndt geboren. Nach der Schule absolvierte sie eine Lehre als Verkäuferin. Es gelang ihr, das Abitur an der Volkshochschule abzuschließen. 1974 gebar sie ihren ersten Sohn. Das Direktstudium an der Handelshochschule Leipzig, im Jahre 1975 aufgenommen, brach sie 1977 aus politischen Gründen ab. Aus der Ehe von 1978 bis 1988 mit dem Straßenbauer Matthias Kämpf in Leipzig gingen zwei Töchter hervor. Von 1983 bis 1988 war Leukert als Ankäuferin für Gebrauchtwaren bei der Konsumgenossenschaft beschäftigt.
Im Jahre 1989 heiratete sie den aus Eisenhüttenstadt kommenden Bernd Leukert.
Sie begann ein Fernstudium der Theologie, das sie 1993 mit der Befähigung zur freien Wortverkündigung abschloss.
Danach gewährte ihr die Hans-Böckler-Stiftung von 1993 bis 2000 ein Stipendium zum Studium der Kunstgeschichte, vergleichenden Literaturwissenschaft und Psychologie an der Universität Leipzig. Ab 1996 war sie Gasthörerin an der Hochschule für Bildende Künste in Dresden.
Im Jahre 2001 begann sie eine Ausbildung zur Fachfrau für Frauenprojektarbeit bei der Landesstelle für Frauenbildung und Projektberatung in Dresden.
Nach dem Umzug in die Stadt Freiberg (Sachsen) 1999 wurde sie für zwei Jahre Mitarbeiterin der Gleichstellungsbeauftragten der Stadt.
Ehrenamtlich übernahm sie Bildungsarbeit in Frauenprojekten  und Vereinen in Freiberg.
Heute lebt sie in Seifersdorf, einem Ortsteil der Stadt Großschirma.

### Politisches Engagement in der DDR
Seit 1983 nahm Ute Kämpf an Veranstaltungen der Friedensdekade teil. Das Wehrdienstgesetz der DDR von 1982 sah bei einer Mobilmachung erstmals vor auch Frauen einzuberufen. Ute Kämpf gründete, angeregt durch Bärbel Bohley und Heidi Bohley, gemeinsam mit Gabriele Heide im Mai 1984 die Leipziger Gruppe Frauen für den Frieden, die sich gegen die zunehmende Militarisierung des öffentlichen Lebens in der DDR richtete, gegen die militärische Erziehung in Kindergarten und Schule. Diese Gruppe entwickelte Arbeitsmaterialien für eine Friedenswerkstatt, beteiligte sich an Friedensdekaden und kirchlichen Veranstaltungen, nahm an überregionalen Treffen und am „Olof-Palme-Friedensmarsch“ teil. Die Leipziger Gruppe Frauen für den Frieden bestand bis in das Jahr 1991.
Ute Kämpf vertrat die Gruppe in verschiedenen kirchlichen Gremien und in Veranstaltungen der staatskritischen Friedensbewegung der DDR, so z. B.  bei Frieden konkret, bei den Nachtgebeten der Frauen, zu Fastenaktionen in der Lukasgemeinde Leipzig mit Pfarrer Christoph Wonneberger oder zum Aktionstag Schule in Bewegung. Sie stellte Kontakte zu anderen Friedens- und Frauengruppen her.
Seitens des Ministeriums für Staatssicherheitsdienst der DDR wurde die Gruppe Frauen für den Frieden im (Zentralen Operativen Vorgang) ZOV „Wespen“/ TV Leipzig bearbeitet, über Ute Kämpf wurde innerhalb dieses Personenzusammenhanges überdies von 1984 bis 1989 eine OPK-Akte (Operative Personenkontrolle) geführt.
Ute Kämpfs Vorbilder waren Bärbel Bohley und Jürgen Fuchs. Als Schriftsteller hat Jürgen Fuchs in seinem Roman Magdalena ein Porträt von Ute Kämpf veröffentlicht.

### Politisches Engagement seit der deutschen Einheit
Nach Auflösung der Leipziger Gruppe Frauen für den Frieden trat Ute Leukert in Leipzig dem Arbeitskreis „Recht und Versöhnung“ unter der Organisation und Moderation von Pfarrer Rolf-Michael Turek bei. In diesem Kreis gewann sie die Anregung zu einer langjährigen Recherchetätigkeit zum (Zentralen Operativen Vorgang) ZOV „Wespen“/ TV Leipzig. Anhand der Unterlagen des Ministeriums für Staatssicherheitsdienst der DDR leistete sie einen Beitrag zur Aufarbeitung der Geschichte der DDR unter besonderer Berücksichtigung der Aktivitäten von Frauengruppen. Oft begab sie sich als Zeitzeugin in die Öffentlichkeit.
Von 1994 bis 2000 war Ute Leukert als Stipendiatin in der bundesweiten Arbeitsgruppe Frauen der Hans-Böckler-Stiftung.

### Künstlerisches Wirken
Erste literarische Texte veröffentlichte Ute Kämpf in den Blättern der autonomen Literaturszene der DDR, z. B. in der Zweiten Person.
In den Jahren 2001 bis 2011 war sie Mitglied in der Autorengemeinschaft Wort (AG Wort e.V.) in Freiberg bis zu deren Auflösung und veröffentlichte in den Freiberger Leseheften. Von 2012 bis 2015 wirkte sie in der Sächsischen Lyrikgesellschaft e. V. mit, übernahm die Gestaltung künstlerischer Programme und organisierte Lesungen, schrieb einführende Beiträge zu Künstler-Katalogen und sprach zu Eröffnungen von Kunstausstellungen.
Der erste Lyrikband „Augenbaum“ von Ute Leukert erschien 2001 im Passage Verlag in Leipzig, der zweite zehn Jahre darauf im Peter-Segler-Verlag unter dem Titel „Umblaute Zeit“.
Beide Gedichtbände wurden von der Malerin Michele Cyranka (Tharandt) künstlerisch gestaltet.
Eine Auswahl der Gedichte hat Ursula Kurze (Dresden) vertont.

## Ehrung
- 1996: Verdienstmedaille des Verdienstordens der Bundesrepublik Deutschland für ihr Engagement in der staatskritischen Friedensbewegung der DDR.